# Персийско-османска война (1821 – 1823)
Персийско-османската война се води между турската Османска империя и иракската Каджарска империя от 1821 до 1823 г.
След тежки загуби в Грузия по време на Руско-персийската война от 1804-1813 Абас Мирза обещава да модернизира армията. Той изпраща персийци в Англия да учат западните военни техники и кани британски офицери да обучават войските му, особено новосъздадената пехота. Турските нашествия в ирански Азербейджан под предлога, че се наказват бунтовнически лидери на племена води до обявяването на войната през 1821 г. Османските и персийските сили се срещат в райна на езерото Ван. Войната е в своята кулминация при персийската победа в битката при Ерзурум през 1821 г., където войските на Абас Мирза разгромяват превъзхождащите ги турски сили. Мирът, обаче не идва докато не се сключва договора от Ерзурум две години по-късно; и двете страни признават предишните граници без териториални изменения.